# NGC 5838
NGC 5838 (również PGC 53862 lub UGC 9692) – galaktyka soczewkowata (SA0-), znajdująca się w gwiazdozbiorze Panny. Odkrył ją William Herschel 24 lutego 1786 roku.

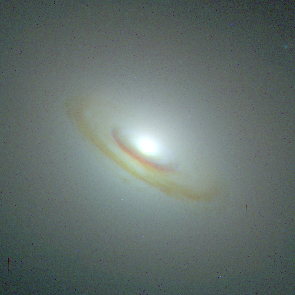
Zdjęcie jądra NGC 5838 zrobione Kosmicznym Teleskopem Hubble’a